# باشگاه فوتبال زنان شهرداری سیرجان
باشگاه فوتبال زنان شهرداری سیرجان یک باشگاه فوتبال زنان در ایران است که در سیرجان، استان کرمان قرار دارد. این باشگاه در لیگ برتر زنان ایران، لیگ برتر کوثر حضور دارد.

## تاریخچه
این باشگاه از قدرتمندترین و پرافتخارترین باشگاه‌های لیگ فوتبال زنان ایران است. این تیم در فصل ۹۵–۱۳۹۴ به مقام قهرمانی ایران رسید.
از دیگر افتخارات این باشگاه می‌توان از مقام سوم فصل ۱۳۹۵-۹۶ و نائب قهرمان فصل‌های ۱۳۹۶-۹۷ و ۱۳۹۷-۹۸ نام برد. این تیم همچنین با قهرمانی در فصل ۱۴۰۰–۱۳۹۹ نخستین نماینده ایران در جام باشگاه‌های زنان آسیا فصل ۲۰۲۱ شد.

## بازیکنان
- - حدیث رفعتی
  - زهره عرفانی
  - سارا موسایی پور
  - ساره شهبا
  - ساناز اباذرنژاد
  - فاطمه ستوده
  - فرزانه خباز
  - فریمهر خضری
  - مریم ایزدپناه
  - مریم سروری
  - ملیکا زیدآبادی
  - مهدیه آمیغی
  - مهشید شهسواری
  - نازنین زیدآبادی
  - ندا اقبالی نیا
  - ندا رضاپور
  - نسترن اسدی
  - فاطمه سرور زاده
  - مهرناز عزت آبادی پور

ترکیب کنونی
- - افسانه چترنور
  - حدیث بساط شیر
  - رقیه جلال نسب
  - زهرا علیزاده
  - زینب عباسپور
  - سهیلا نظام آبادی (کاپیتان)
  - شبنم بهشت
  - عارفه سادات سیدکاظمی
  - فاطمه آمینه برازجانی
  - فاطمه مخدومی
  - فهیمه ارزانی
  - مریم سلیمان‌پور
  - ملیکا متولی
  - هستی فروزنده

## کادر فنی
- مریم جهان نجاتی (سرمربی)
- بی‌بی طیبه گلابی (مربی)
- فاطمه ایران شمس پاریزی (مربی)
- محبوبه شاه مرادی پور (مربی)
- حسنیه یوسفی (مربی دروازه بان ها)
- مریم معنوی شاد (فیزیوتراپیست)
- مستوره سادات یزدانی (مدیر تیم)
- ناهید زید آبادی نژاد (دکتر تیم)

## دست‌آوردها
| چهارچوب رقابت‌ها            | قهرمانی | نایب قهرمانی | تاریخ و فصل                                                    |
| -------------------------- | ------- | ------------ | -------------------------------------------------------------- |
| لیگ کوثر فوتبال زنان ایران | ۲ بار   | ۲ بار        | - قهرمانی: ۹۵–۱۳۹۴، ۱۴۰۰–۱۳۹۹ - نایب قهرمانی: ۹۷–۱۳۹۶ ،۹۸–۱۳۹۷ |
| جام باشگاه‌های زنان آسیا    | -       | ۱ بار        | - قهرمانی: - - نایب قهرمانی: ۲۰۲۱                              |

### جام باشگاه‌های زنان آسیا
در این تورنمنت که آزمایشی برگزار می‌شود، فقط ۴ تیم شهرداری سیرجان از ایران، بنیادکار ازبکستان، امان اردن و گوکولام هند حضور دارند؛ . این برای نخستین مرتبه است که یکی از تیم‌های لیگ برتری فوتبال زنان راهی جام باشگاه‌های آسیا می‌شود. مریم جهان نجاتی هدایت سیرجانی‌ها را برعهده دارد. دومین دوره جام باشگاه‌های فوتبال زنان آسیا با حضور ۸ تیم (۴ تیم در منطقه غرب و ۴ تیم در منطقه شرق) از ۱۶ تا ۲۱ آبان برگزار می‌شود، سپس در مرحله نیمه نهایی و فینال، تیم‌های غرب و شرق با یکدیگر به صورت ضربدری بازی‌های خود را برگزار می‌کنند.
- ۱۶ آبان:  شهرداری سیرجان - بنیادکار ازبکستان
- ۱۹ آبان: شهرداری سیرجان -  گوکولام کرالا هند
- ۲۲ آبان: شهرداری سیرجان - امان کلاب اردن

| شهرداری سیرجان              | ۱-۲   | بنیادکار                        |
| --------------------------- | ----- | ------------------------------- |
| - جلال نسب ۵' - علیزاده ۶۵' | گزارش | - دیلدورا نوزیمووا ۷۷' (پنالتی) |

در آغاز دومین دوره رقابت‌های آزمایشی جام باشگاه‌های فوتبال زنان آسیا، تیم‌های شهرداری سیرجان و بنیادکار تاشکند از ساعت 17:30 به وقت تهران در ورزشگاه عقبه اردن به مصاف یکدیگر رفتند. عارفه سید کاظمی، ملیکا متولی، حدیث بساط شیر، فاطمه امینه برازجانی، زینب عباسپور، سهیلا نظام آبادی (کاپیتان)، رقیه جلال نسب، فاطمه مخدومی (از دقیقه 57: مریم سلیمان‌پور)، زهرا علیزاده (از دقیقه 90+1: هستی فروزنده)، افسانه چترنور (از دقیقه 90+6: فهیمه ارزانی) و شبنم بهشت در این بازی حضور داشتند. در نیمه اول  نماینده فوتبال زنان ایران روی غفلت مدافعان بنیادکار و پاس به بیرون زهرا علیزاده، رقیه جلال نسب توانست با ضربه‌ای دروازه حریف ازبکستانی را باز کند تا در دقیقه 5 شهرداری سیرجان به گل اول برسد. در دقیقه 43، روی توپ‌ربایی عالی فاطمه مخدومی مدافع بنیادکار مجبور به خطا روی او شد که داور استرالیایی مسابقه کارت زرد به مدافع ازبک داد؛ در ادامه اما داور به سراغ VAR رفت تا شاید نظرش برای رنگ کارت تغییر کند اما این اتفاق رخ نداد. زهرا علیزاده توانست با یک ضربه چیپ گل دوم را برای شهرداری سیرجان در دقیقه 69 به ثمر رساند.
از زمانی که فوتبال زنان ایران راه‌اندازی شده است، هیچ تیمی از ایران در هیچ رده‌ای نتوانسته بود تیمی از ازبکستان را شکست دهد.
| گوکولام کرالا | ۱-۰   | شهرداری سیرجان |
| ------------- | ----- | -------------- |
|               | گزارش | - چترنور ۶۸'   |

در آغاز دومین دوره رقابت‌های آزمایشی جام باشگاه‌های فوتبال زنان آسیا، تیم فوتبال زنان شهرداری سیرجان از ساعت 17:30 به وقت تهران مقابل گوکولام کرالا هند رفت؛ گوکولام قهرمان فصل گذشته لیگ هند است. در این بازی عارفه سید کاظمی، ملیکا متولی، حدیث بساط شیر، فاطمه امینه برازجانی، زینب عباسپور، سهیلا نظام آبادی (کاپیتان)، رقیه جلال نسب، فاطمه مخدومی (از دقیقه 85: فهیمه ارزانی)، زهرا علیزاده (از دقیقه 65: هستی فروزنده)، افسانه چترنور و شبنم بهشت بازی کردند. نیمه اول با پرسینگ شدید بازیکنان گوکولام آغاز شد و توپی از خط دروازه‌ها عبور نکرد و دو تیم با تساوی بدون گل به رختکن رفتند.
نیمه دوم متعادل آغاز شد تا اینکه روی یک ضدحمله، زهرا علیزاده در موقعیت تک به تک با گلر هندی‌ها قرار گرفت اما خروج خطرناک دروازه‌بان هند باعث مصدومیت برخورد استوک با سر علیزاده شد و مصدومیت شدیدی برای وینگر ایرانی به وجود آمد. علیزاده به بیمارستان منتقل شد؛ داور مسابقه هم بعد از بازیینی صحنه از طریق VAR و بررسی طولانی‌مدت، با کارت زرد مدافع گوکولام را جریمه کرد و هم‌چنین دروازه‌بان هندی‌ها را هم از زمین بازی اخراج کرد. روی ضربه ایستگاهی به دست آمده افسانه چترنور توانست دروازه گوکولام را باز کند.
کنفدراسیون فوتبال آسیا (ای‌اف‌سی) پس از برتری تیم فوتبال زنان شهرداری سیرجان برابر گوکولام هند نوشت: نماینده ایران امید قهرمانی جام باشگاه‌های فوتبال زنان آسیا شد.
| امان کلاب | v     | شهرداری سیرجان |
| --------- | ----- | -------------- |
|           | گزارش |                |